# Bolborhinum tricorne
Bolborhinum tricorne är en skalbaggsart som beskrevs av Antoine Joseph Jean Solier 1851. Bolborhinum tricorne ingår i släktet Bolborhinum och familjen Bolboceratidae. Inga underarter finns listade.